# Janek Tombak
Janek Tombak (nascido em 22 de julho de 1976) é um ciclista estoniano, atual membro da equipe de UCI Continental, Geofco-Ville d'Alger. É profissional desde 1999. Em Sydney 2000, participou na prova de estrada, mas não conseguiu terminar a corrida. Quatro anos depois, em Atenas, Tombak terminou em 58º competindo na mesma prova.

## Palmarès
2000 – Cofidis
1º, Etapas 3 e 4, Drei-Länder-Tour
1º, Etapa 6, Tour de l'Avenir
2001 – Cofidis
 Estónia Campeonato da Estônia de Ciclismo em Estrada
1º, Etapa 2, Guldensporentweedaagse
2002 – Cofidis, le Credit par Telephone
1º, Etapas 1 e 2, GP Mosqueteiros
1º, Etapa 2, Quatro Dias de Dunquerque
1º, Etapa 2, Grande Prêmio Minho
1º, Etapa 3, Volta à Polónia
2003 – Cofidis, le Credit par Telephone
 Estónia Campeonato da Estônia de Ciclismo em Estrada
1º, Etapa 1, Route du Sud
2004 – Cofidis, le Credit par Telephone
1º, Etapa 3, Volta a Dinamarca
2005 – Cofidis, le Credit par Telephone
1º, Grande Prêmio Tallin-Tartu
1º, Tour de Picardie
2006 – Kalev Chocolate Team
1º, Grande Prêmio Tallin-Tartu
2007 – Jartazi Promo Fashion
1º, Halle–Ingooigem
1º, Etapa 4, Tour de Picardie
1º, Etapa 3, Boucles de la Mayenne
2º, Grande Prêmio Jef Scherens
2008 – Mitsubishi-Jartazi-Protech
1º, Cholet-Pays de Loire
2º, Grande Prêmio Jef Scherens
2009 – Burgas